# Hejdlöst
Hejdlöst är den svenske artisten Lalla Hanssons femte studioalbum, utgivet 1987 på Hawk Records.

## Om albumet
Albumet var Hanssons första studioalbum sedan 1978 års Enstaka spår!. Det producerades av Christian Veltman och spelades in i Montezuma och Atlantis Studio i Stockholm. Albumet föregicks av singeln "Sin egen väg" (1986), en cover på Mark Knopflers "Walk of Life". År 1986 släpptes också singeln "En semester för två" som inte togs med på albumet. B-sidan "Sitter här och slösar min tid", en cover på Otis Reddings och Steve Croppers "Sitting on the Dock of the Bay" finns dock med på skivan. År 1987 släpptes singeln "Fortfarande".

## Låtlista

### CD
1. "Fortfarande" – 5:28 (Lars Vemdahl)
2. "Sångerna tar aldrig slut" – 2:53 (Lalla Hansson)
3. "Maria och Lasse" – 4:54 (Hansson, Bengt Palmers)
4. "Nere i city" – 3:18 ("Downtown L.A., J.J. Cale, svensk text: Hansson)
5. "På bänken i månsken" – 5:23 (Bengt Assarsson, Christian Veltman)
6. "Tuff tuff" – 3:36 (Hans Jonsson)
7. "Visa från vargaskog" – 5:25 (Palmers)
8. "Så länge mina ben kan gå" – 3:30 ("Drivin' My Life Away", David Malloy, Eddie Rabbitt, Even Stevens, svensk text: Jonsson)
9. "Hejdlöst förälskad" – 4:22 (Vemdahl)
10. "Trubbel" – 6:09 (Olle Adolphson)
11. "Sin egen väg" – 4:01 ("Walk of Life", Mark Knopfler, svensk text: Hansson)
12. "Sitter här och slösar min tid" ("Sitting on the Dock of the Bay", Otis Redding, Steve Cropper, svensk text: Hansson)

### LP
1. "Fortfarande" – 5:28 (Lars Vemdahl)
2. "Sångerna tar aldrig slut" – 2:53 (Lalla Hansson)
3. "Maria och Lasse" – 4:54 (Hansson, Bengt Palmers)
4. "Nere i city" – 3:18 ("Downtown L.A., J.J. Cale, svensk text: Hansson)
5. "På bänken i månsken" – 5:23 (Bengt Assarsson, Christian Veltman)
6. "Tuff tuff" – 3:36 (Hans Jonsson)
7. "Visa från vargaskog" – 5:25 (Palmers)
8. "Så länge mina ben kan gå" – 3:30 ("Drivin' My Life Away", David Malloy, Eddie Rabbitt, Even Stevens, svensk text: Jonsson)
9. "Hejdlöst förälskad" – 4:22 (Vemdahl)
10. "Trubbel" – 6:09 (Olle Adolphson)

## Medverkande
- Susanne Alfvengren – sång
- Göran Fristorp – gitarr
- Lalla Hansson – sång, gitarr
- Björn J:son Lindh – flöjt
- Henrik Jansson – gitarr
- Hasse Jonsson – gitarr
- Per Myresjö – trummor
- Janne Schaffer – gitarr
- Johan Steinberg – keyboards
- Johan Stengård – saxofon
- Christian Veltman – bas, producent